# Mnemesis
| Đánh giá chuyên môn | Đánh giá chuyên môn |
| Nguồn đánh giá      | Nguồn đánh giá      |
| Nguồn               | Đánh giá            |
| ------------------- | ------------------- |
| PopMatters          | [ 1 ]               |

Mnemesis là album phòng thu thứ năm và cuối cùng của ban nhạc metal Đan Mạch Mnemic. Đây là album đầu tiên có sự góp mặt của các thành viên Simone Bertozzi, Victor-Ray Salomonsen và Brian Larsen và là album cuối cùng có sự góp mặt của ca sĩ chính của ban nhạc vào thời điểm đó là Guillaume Bideau, người đã qua đời vào năm 2022 mà không rõ lý do.

## Lịch sử
Vào tháng 4 năm 2011, tay bass kỳ cựu của ban nhạc, Tomas "Obeast" Koefoed tuyên bố rời khỏi ban nhạc, nói rằng tham vọng của anh không được thỏa mãn khi là một thành viên của ban nhạc. Cuối năm đó, tay trống đầu tiên Brian "Brylle" Rasmussen và nghệ sĩ guitar Rune Stigart cũng tuyên bố rời nhóm. Vào tháng 10, ba thành viên vừa rời nhóm đã chính thức được thay thế bằng tay bass người Ý Simone Bertozzi, tay trống người Đan Mạch Brian Larsen, và tay guitar Victor-Ray Salomonsen.
Vào tháng 3 năm 2012, Mnemia tuyên bố rằng album mới của họ sẽ có tên gọi là Mnemesis, và sẽ do Tue Madsen đảm nhiệm việc sản xuất. Các hình ảnh minh họa cho album được sáng tác bởi Metastazis. Vào tháng 4, ban nhạc đã công bố danh sách ca khúc và album sẽ được phát hành vào ngày 8 tháng 6. Vào tháng 5, Mnemia đã đi lưu diễn ở châu Âu, cùng với Raunchy, để quảng bá cho album Mnemesis.
Vào ngày 3 tháng 5 năm 2012, ban nhạc đã phát hành đĩa đơn đầu tiên trong album có tên "I've Been You" trên dịch vụ lưu trữ âm thanh SoundCloud.
Trong tuần đầu tiên sau khi phát hành, Mnemesis chỉ bán được 800 bản tại Hoa Kỳ, đạt vị trí thứ 38 trên bảng xếp hạng Album của Heatseekers.
Vào ngày 18 tháng 9 năm 2012, một video âm nhạc cho đĩa đơn "I've Been You" đã được phát hành.

## Danh sách ca khúc
Tất cả ca khúc đều do Mnemia viết lời. 
| STT              | Nhan đề                         | Phổ lời                  | Thời lượng |
| ---------------- | ------------------------------- | ------------------------ | ---------- |
| 1.               | "Transcend"                     | Mircea Gabriel Eftemie   | 4:06       |
| 2.               | "Valves"                        | Eftemie Guillaume Bideau | 4:04       |
| 3.               | "Junkies on the Storm"          | Eftemie                  | 3:41       |
| 4.               | "I've Been You"                 | Bideau                   | 4:10       |
| 5.               | "Pattern Platform"              | Bideau                   | 3:48       |
| 6.               | "Mnemesis"                      | Eftemie Bideau           | 4:40       |
| 7.               | "There's No Tomorrow"           | Bideau                   | 5:57       |
| 8.               | "Haven at the End of the World" | Eftemie Bideau           | 3:46       |
| 9.               | "Ocean of Void"                 | Eftemie Bideau           | 3:48       |
| 10.              | "Blue Desert in a Black Hole"   | Eftemie                  | 5:21       |
| Tổng thời lượng: | Tổng thời lượng:                | Tổng thời lượng:         | 43:21      |

| Bonus track trong phiên bản Hoa Kỳ | Bonus track trong phiên bản Hoa Kỳ | Bonus track trong phiên bản Hoa Kỳ | Bonus track trong phiên bản Hoa Kỳ |
| STT                                | Nhan đề                            | Sáng tác                           | Thời lượng                         |
| ---------------------------------- | ---------------------------------- | ---------------------------------- | ---------------------------------- |
| 11.                                | "A Matter of Choice"               | Victor-Ray Salomonsen Bideau       | 3:54                               |

| Bonus track trong phiên bản châu Âu | Bonus track trong phiên bản châu Âu | Bonus track trong phiên bản châu Âu | Bonus track trong phiên bản châu Âu |
| STT                                 | Nhan đề                             | Sáng tác                            | Thời lượng                          |
| ----------------------------------- | ----------------------------------- | ----------------------------------- | ----------------------------------- |
| 11.                                 | "Empty Planet"                      | Salomonsen Bideau                   | 4:44                                |

| Bonus track trong phiên bản Nhật Bản | Bonus track trong phiên bản Nhật Bản | Bonus track trong phiên bản Nhật Bản | Bonus track trong phiên bản Nhật Bản |
| STT                                  | Nhan đề                              | Sáng tác                             | Thời lượng                           |
| ------------------------------------ | ------------------------------------ | ------------------------------------ | ------------------------------------ |
| 11.                                  | "Empty Planet"                       | Salomonsen Bideau                    | 4:44                                 |
| 12.                                  | "A Matter of Choice"                 | Salomonsen Bideau                    | 3:54                                 |

| Bonus track trên Itunes | Bonus track trên Itunes | Bonus track trên Itunes | Bonus track trên Itunes |
| STT                     | Nhan đề                 | Sáng tác                | Thời lượng              |
| ----------------------- | ----------------------- | ----------------------- | ----------------------- |
| 11.                     | "Synaesthesia"          | Salomonsen Brian Larsen | 3:25                    |

## Thành phần tham gia
- Guillaume Bideau - hát
- Mircea Gabriel Eftemie - guitar
- Victor-Ray Salomonsen - guitar, keyboard, guitar chính trong "There's No Tomorrow" & "Empty Planet"
- Simone Bertozzi - bass
- Brian Larsen - trống

Sản xuất
- Tue Madsen - nhà sản xuất, độc tấu guitar trong "A Matter of Choice"
- Metastazis - hình ảnh minh họa